# سمرفيلد (كارولاينا الشمالية)
سمرفيلد (بالإنجليزية: Summerfield town, North Carolina)‏ هي بلدة تقع بولاية كارولاينا الشمالية في الولايات المتحدة. تبلغ مساحتها 69.11 كم2، وترتفع عن سطح البحر 277 م، بلغ عدد سكانها 10,232 نسمة في عام 2010 حسب إحصاء مكتب تعداد الولايات المتحدة وتصل الكثافة السكانية فيها 148.1 نسمة لكل كيلومتر مربع (383.6/ميل2).

## التركيبة السكانية
حدّد مكتب تعداد الولايات المتحدة بيانات التركيبة السكانية لسمرفيلد في تعداد الولايات المتحدة. في ما يلي، التركيبة السكانية حسب تعدادي 2000 و2010.

### تعداد عام 2000
بلغ عدد سكان سمرفيلد 7,018 نسمة بحسب تعداد عام 2000، وبلغ عدد الأسر 2,518 أسرة وعدد العائلات 2,095 عائلة مقيمة في البلدة. في حين سجلت الكثافة السكانية 101.5 نسمة لكل كيلومتر مربع (262.9/ميل2). وبلغ عدد الوحدات السكنية 2,653 وحدة بمتوسط كثافة قدره 38.4 لكل كيلومتر مربع (99.5/ميل2).
وتوزع التركيب العرقي للبلدة بنسبة 93.47% من البيض و4.03% من الأمريكيين الأفارقة و0.44% من الأمريكيين الأصليين و0.64% من الأمريكيين ذوي الأصول الآسيوية و0.56% من الأعراق الأخرى و0.85% من عرقين مختلطين أو أكثر و1.42% من الهسبانيون أو اللاتينيون من أي عرق.
بلغ عدد الأسر 2,518 أسرة كانت نسبة 43.5% منها لديها أطفال تحت سن الثامنة عشر تعيش معهم، وبلغت نسبة الأزواج القاطنين مع بعضهم البعض 74.4% من أصل المجموع الكلي للأسر، ونسبة 6% من الأسر كان لديها معيلات من الإناث دون وجود شريك، بينما كانت نسبة 2.8% من الأسر لديها معيلون من الذكور دون وجود شريكة وكانت نسبة 16.8% من غير العائلات. تألفت نسبة 14% من أصل جميع الأسر من عدة أفراد يعيشون في نفس المنزل ونسبة 4.8% كانت تتألف من شخص يعيش بمفرده يبلغ من العمر 65 عاماً أو أكثر. وبلغ متوسط حجم الأسرة المعيشية 2.78، أما متوسط حجم العائلات فبلغ 3.07.
بلغ العمر الوسطي للسكان 38.8 عاماً. وكانت نسبة 28.1% من القاطنين تحت سن الثامنة عشر، وكانت نسبة 5% بين الثامنة عشر والرابعة والعشرين عاماً، ونسبة 30.4% كانت واقعةً في الفئة العمرية ما بين الخامسة والعشرين والرابعة والأربعين عاماً، ونسبة 27.9% كانت ما بين الخامسة والأربعين والرابعة والستين، ونسبة 8.4% كانت ضمن فئة الخامسة والستين عاماً فما فوق. يوجد لكل 100 أنثى 99.0 ذكر، ويوجد لكل 100 أنثى في الثامنة عشر من عمرها فما فوق 97.0 ذكر.
بلغ متوسط دخل الأسرة في البلدة 71,738 دولارًا، أما متوسط دخل العائلة فبلغ 79,433 دولارًا. وكان متوسط دخل الذكور 51,838 دولارًا مقابل 32,798 دولارًا للإناث. وسجل دخل الفرد الخاص بالبلدة 33,116 دولارًا. وكانت نسبة 2.5% من العائلات ونسبة 3.8% من السكان تحت خط الفقر، وكان من هؤلاء نسبة 4.4% تحت سن الثامنة عشر ونسبة 6.6% في الخامسة والستين من العمر وما فوق.

### تعداد عام 2010
بلغ عدد سكان سمرفيلد 10,232 نسمة بحسب تعداد عام 2010، وبلغ عدد الأسر 3,543 أسرة وعدد العائلات 2,979 عائلة مقيمة في البلدة. في حين سجلت الكثافة السكانية 148.1 نسمة لكل كيلومتر مربع (383.6/ميل2). وبلغ عدد الوحدات السكنية 3,756 وحدة بمتوسط كثافة قدره 54.3 لكل كيلومتر مربع (140.6/ميل2).
وتوزع التركيب العرقي للبلدة بنسبة 89.94% من البيض و4.42% من الأمريكيين الأفارقة و0.40% من الأمريكيين الأصليين و2.24% من الأمريكيين ذوي الأصول الآسيوية و0.02% من سكان جزر المحيط الهادئ و1.49% من الأعراق الأخرى و1.50% من عرقين مختلطين أو أكثر و4.30% من الهسبانيون أو اللاتينيون من أي عرق.
بلغ عدد الأسر 3,543 أسرة كانت نسبة 44.8% منها لديها أطفال تحت سن الثامنة عشر تعيش معهم، وبلغت نسبة الأزواج القاطنين مع بعضهم البعض 74.2% من أصل المجموع الكلي للأسر، ونسبة 6.9% من الأسر كان لديها معيلات من الإناث دون وجود شريك، بينما كانت نسبة 2.9% من الأسر لديها معيلون من الذكور دون وجود شريكة وكانت نسبة 15.9% من غير العائلات. تألفت نسبة 13% من أصل جميع الأسر من عدة أفراد يعيشون في نفس المنزل ونسبة 4.9% كانت تتألف من شخص يعيش بمفرده يبلغ من العمر 65 عاماً أو أكثر. وبلغ متوسط حجم الأسرة المعيشية 2.89، أما متوسط حجم العائلات فبلغ 3.17.
بلغ العمر الوسطي للسكان 42.1 عاماً. وكانت نسبة 28.9% من القاطنين تحت سن الثامنة عشر، وكانت نسبة 5.8% بين الثامنة عشر والرابعة والعشرين عاماً، ونسبة 20.7% كانت واقعةً في الفئة العمرية ما بين الخامسة والعشرين والرابعة والأربعين عاماً، ونسبة 35.1% كانت ما بين الخامسة والأربعين والرابعة والستين، ونسبة 9.5% كانت ضمن فئة الخامسة والستين عاماً فما فوق. وتوزع التركيب الجنسي للسكان بنسبة 50.2% ذكور و49.8% إناث.

## وصلات خارجية
- الموقع الرسمي